# Cathrine Lindahl
Cathrine Lindahl (* 26. Februar 1970 in Härnösand als Cathrine Norberg) ist eine  schwedische Curlerin.
Sie gehört dem Härnösands Curlingklubb an und spielt im Team ihrer Schwester Anette Norberg auf der Position des Second. Nebenberuflich arbeitet sie als Revisorin.
Seit ihrem Debüt hat Lindahl schon 6 Mal die Europameisterschaft und 2 Mal die Weltmeisterschaft im Curling gewonnen.
Als Second des schwedischen Curlingteams mit Skip Anette Norberg, Third Eva Lund, Lead Anna Svärd und Alternate Ulrika Bergman gewann Lindahl 2006 die olympische Goldmedaille in Turin. Im Finale setzte sich die Mannschaft mit 7:6 Steinen gegen die Schweiz durch. 2010 gewann sie mit demselben Team in Vancouver zum zweiten Mal Gold bei Olympischen Winterspielen. Im Finale schlugen sie die Kanadierinnen um Skip Cheryl Bernard mit 7:6 nach einem gestohlenen Stein im Zusatzend.

## Erfolge
- Olympische Spiele: Gold 2006, Gold 2010
- Weltmeisterschaften: Bronze 1991, Silber 2001, Bronze 2003, Gold 2005, Gold 2006, Silber 2009
- Europameisterschaften: Bronze 1991, Gold 2001, Gold 2002, Gold 2003, Gold 2004, Gold 2005, Gold 2007, Silber 2008
- Junioren-Weltmeisterschaften: Silber 1990, Gold 1991